# Flamanville (Mancha)
Flamanville é uma comuna francesa na região administrativa da Normandia, no departamento da Mancha. Estende-se por uma área de 7.22 km². Em 2010 a comuna tinha 1 788 habitantes (densidade: 247,6 hab./km²).